# Рича (село)
Рича (агул. Чӏаъ) — село в Агульском районе Дагестана (Россия). Административный центр сельсовета «Ричинский», в который входит также село Бедюк.

## Географическое положение
Расположено в месте слияния рек Чирагчай и Синилец, в 8 км к юго-западу от районного центра села Тпиг.

## История
Существование крупного населённого пункта Рича ещё в X веке подтверждают письменный источник, устное народное предание и археологические данные. Он, несомненно, носил признаки территориально-тухумной соседской общины по своей общественно-хозяйственной структуре. Вполне возможно, как уже выше говорилось, селение Рича выступало к моменту прихода арабов в Дагестан как политический центр, объединяющий вокруг себя близлежащие поселения.Рича — очень древнее селение. Оно существовало ещё до прихода арабов в Дагестан. Образовывало Ричинский союз сельских общин.

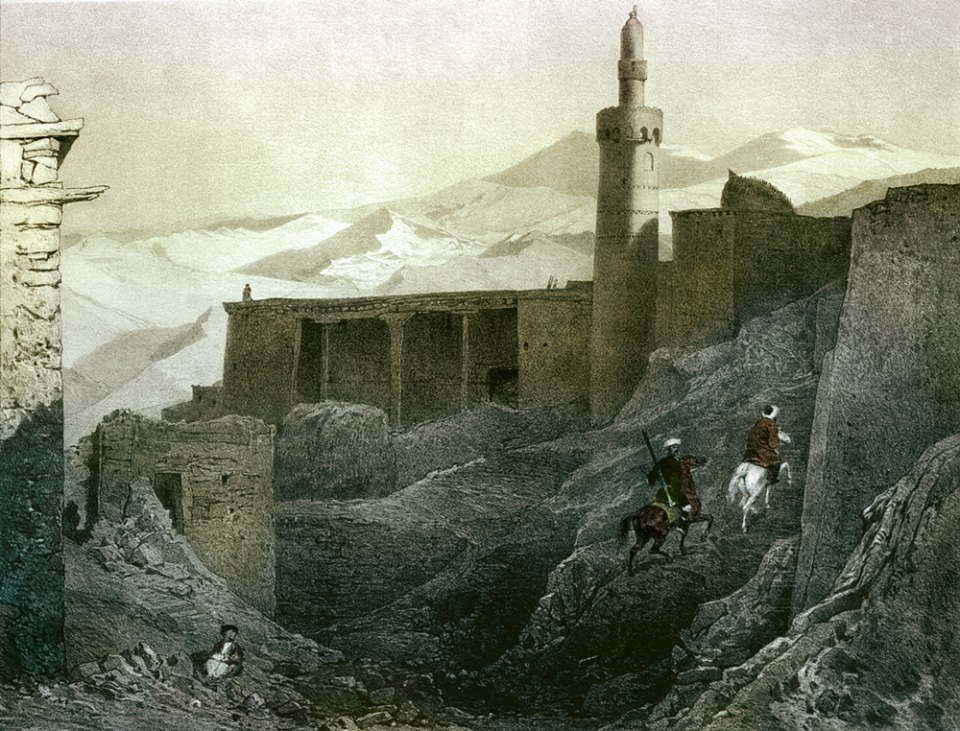
Мечеть в Риче. Рисунок 1840-х годов.

## Население
| 1895  | 1926  | 1939  | 1970  | 1989 | 2002  | 2008  |
| ----- | ----- | ----- | ----- | ---- | ----- | ----- |
| 625   | ↗885  | ↗1099 | ↗1235 | ↘924 | ↗1291 | ↗1292 |
| 2010  | 2021  |       |       |      |       |       |
| ↘1267 | ↘1190 |       |       |      |       |       |